# Alicia Coppola
Alicia Coppola (New York, 12 aprile 1968) è un'attrice, modella e scrittrice statunitense, attiva in campo cinematografico e televisivo.

## Biografia
Nata a New York il 12 aprile 1968, conquista la fama partecipando alla soap opera Destini (1991-1993), nel ruolo di Lorna. In seguito, la sua popolarità cresce grazie alla partecipazione come guest star a celebri serie TV, quali 
Due uomini e mezzo, Medium, Detective Monk e Bones.

## Filmografia

### Cinema
- Velocity Trap, regia di Phillip J. Roth (1999)
- Zigs, regia di Mars Callahan (2001)
- Sin - Peccato mortale (Sin), regia di Michael Stevens (2003)
- Il mistero delle pagine perdute (National Treasure: Book of Secrets), regia di Jon Turteltaub (2007)
- We Are Your Friends, regia di Max Joseph (2015)
- A Cowgirl's Story, regia di Timothy Armstrong (2017)

### Televisione
- Saturday Night Live - programma TV (1988)
- Against the Law - serie TV, 1 episodio (1991)
- Destini (Another World) - soap opera (1991-1994)
- NYPD - New York Police Department (NYPD Blue) - serie TV, episodio 2x05 (1994)
- Il tocco di un angelo (Touched by an Angel) - serie TV, episodio 2x10 (1995)
- New York Undercover - serie TV, episodio 1x15 (1995)
- Star Trek: Voyager - serie TV, episodio 1x01 (1995)
- The Burning Zone – serie TV, 1 episodio (1996)
- The Lazarus Man - serie TV, 1 episodio (1996)
- Chicago Hope - serie TV, 1 episodio (1997)
- CSI - Scena del crimine (CSI: Crime Scene Investigation) - serie TV, episodio 1x21 (2000)
- Framed - La trappola (Framed), regia di Daniel Petrie Jr. - film TV (2002)
- Dawson's Creek - serie TV, episodio 6x14 (2002-2003)
- Detective Monk (Monk) - serie TV, episodio 3x03 (2004)
- NCIS - Unità anticrimine (NCIS) - serie TV, episodi 1x18-2x07-2x21 (2004-2005)
- Bones - serie TV, episodio 1x08 (2005)
- Medium - serie TV, episodio 2x04 (2006)
- Lie to Me - Serie TV, episodio 2x06 (2010)
- NCIS: Los Angeles - serie TV, episodi 2x05-6x20-7x19-9x17 (2010-2018)
- Castle - serie TV, episodio 3x15 (2011)
- Due uomini e mezzo (Two and a Half Men) - serie TV, 2 episodi (2005-2013)
- Criminal Minds - serie TV, episodio 10x04 (2014)
- Code Black - serie TV, episodio 1x09 (2015)
- MacGyver - serie TV, episodio 1x09 (2016)
- Shameless - serie TV, 9 episodi (2016-2018)
- Blood & Treasure - serie TV - 5 episodi (2019)
- The Rookie - serie TV - episodio 1x16 (2019)
- 9-1-1 - serie TV, episodi 6x09-6x10-6x12 (2022-2023)

## Doppiatrici italiane
Nelle versioni in italiano delle opere in cui ha recitato, Alicia Coppola è stata doppiata da:
- Laura Boccanera in Framed - La trappola, NCIS - Unità anticrimine
- Germana Pasquero in Law & Order: Criminal Intent
- Isabella Pasanisi in CSI - Scena del crimine
- Alessandra Korompay in Detective Monk
- Irene Di Valmo in Il mistero delle pagine perdute - National Treasure
- Francesca Fiorentini in Lie to Me
- Daniela Calò in Castle
- Francesca Manicone in Due uomini e mezzo (ep.10x17)
- Giò Giò Rapattoni in NCIS: Los Angeles
- Michela Alborghetti in Criminal Minds
- Antonella Alessandro in Code Black
- Eleonora De Angelis in Major Crimes
- Franca D'Amato in All Rise (ep. 1x12)
- Antonella Giannini in All Rise (ep. 3x19-20)
- Erika De Bonis in 9-1-1 (ep. 6x09-10)
- Daniela Abbruzzese in 9-1-1 (ep. 6x12)